# LaMarr Woodley
Pour les articles homonymes, voir Woodley (homonymie).
(en) Statistiques sur pro-football-reference
LaMarr Dewayne Woodley, né le 3 novembre 1984 à Saginaw dans le Michigan, est un sportif professionnel américain de football américain ayant joué au poste de linebacker pendant neuf saisons (2007-2015) dans la National Football League (NFL).
Auparavant il avait joué au niveau universitaire pour les Wolverines de l'université du Michigan pendant quatre saisons (2003-2006) au sein de la NCAA Division I FBS avant d'être sélectionné en 46e choix global lors du deuxième tour de la draft 2017 par la franchise des Steelers de Pittsburgh.
Il reste sept saisons à Pittsburgh où il remporte 27 à 23 le Super Bowl XLIII joué contre les Cardinals au terme de la saison 2008. La saison suivante, il y obtient une sélection dans l'équipe All-Pro 2009 ainsi que pour le Pro Bowl 2010. Il rejoint ensuite en 2014 les Raiders d'Oakland et termine sa carrière en 2015 avec les Cardinals de l'Arizona.

## Palmarès
En NCAA : 
- Sélectionné à l'unanimité dans la première équipe All-American en 2006[7] ;
- Sélectionné dans la première équipe de la Conférence Big Ten en 2006 ;
- Sélectionné dans la deuxième équipe de la conférence Big Ten en 2004 ;
- Désigné meilleur défenseur de la conférence Big Ten en 2006[8] ;
- Désigné meilleur joueur de ligne défensif de la conférence Big Ten en 2006 ;
- Désigné MVP défensif du Rose Bowl 2005[9] ;
- Vainqueur du Lombardi Award en 2006[10] ;
- Vainqueur du Ted Hendricks Award en 2006[11] ;
- Intronisé au Hall of Fame de Michigan en 2023[12].

### En NFL
- Vainqueur du Super Bowl XLIII avec les Steelers de Pittsburgh au terme de la saison 2008 ;
- Sélectionné dans la l'équipe All-Pro en 2009 ;
- Sélectionné pour le Pro Bowl 2010 ;
- Sélectionné dans l'équipe des meilleurs rookies de la saison NFL 2007 par les Pro Football Writers of America (en).